# Mary Capdevila
Mary Capdevila (n. Madrid, España - f. Buenos Aires, Argentina) fue una popular y prestigiosa soprano y actriz española de principio de siglo XX.

## Carrera
Capdevilla fue una eximia cantante de opera, mezzosoprana, una de las primeras en imponer un estilo definido al género en el país junto con Esther Borja, Zita Nelson y Mary Benedit.
Se inició como soprano en el elenco estable del Teatro Colón. En radio formó parte de la nómina de LR1 Radio Belgrano y de Radio Nacional. En 1933 fue tapa de la famosa Revista sintonía.
Hizo magníficas presentaciones en el Conservatorio Nacional de Música. Estuvo en un concurso junto a Jeanne Ricome en un concierto de Coro Católico Miraflorino en el Hogar de la Madre.
En 1935 trabaja en el Radio El Monumental junto a las cancionistas Patrocinio Díaz y Arminia Calatayud. También canto con el acompañamiento de la pianista Margatita Moretti.
En 1936 se incorpora al personal del Gran Teatro Ópera donde se interpretaba música criolla con la orquesta del pianista Ernesto Lecuona . Allí también estaban Esther Borja, Mary Benedit, Elías Fort, Daniel Arroyo, Ignacio Villa y la compositora y pianista cubana Ernestina Lecuona, hermana de Ernesto. En el Ópera trabajo junto a la orquesta de Julio De Caro, con el bailarín Casimiro Ain, las cancionistas Violeta Desmond y Lidia Desmond, Héctor Palacios, Hugo del Carril y el cantor Pedro Lauga en la obra  La evolución del tango de 1870 a 1936.
En la pantalla grande argentina hace participaciones con rol protagónico en los film El pijama de Adán (1942), dirigida por Francisco Mugica, que tuvo como protagonistas a Enrique Serrano, Juan Carlos Thorry, Tilda Thamar y Zully Moreno; y Chafalonías (1960), dirigida por Mario Soffici, con Malvina Pastorino, Eduardo Sandrini, Alberto Bello e Inés Moreno.
En televisión actúa como actriz en Farmacia de barrio en 1959, con autoría de Jorge Falcón, dirigido por Francisco Guerrero, y protagonizado junto a  Gilda Lousek, Javier Portales, Enrique Kossi, Rodolfo Crespi y Jesús Pampín.

## Obras realizadas
- Rapsodia argentina.
- Maria Egiziaca de Ottorino Respighi, con la soprano Hilda Spani, el barítono Víctor Damiani y el tenor Alessio de Paolis.
- Lola Cruz (1940), libro de Gustavo Sánchez Galarraga.
- La traviata (1936), compuesta por Giuseppe Verdi, con la Orquesta de Héctor Panizza.[8]
- Il Trovatore.